# 知识城站
知识城站是廣州地鐵14號線知识城支线的一座車站，位於中國廣東省廣州市黄埔區知识大道九佛镇建设路口的地底。2017年12月28日随14号线知識城支線通车而启用。

## 車站結構

### 車站樓層
本站全长480.6m，标准段宽为19.7m，是知识城支线规模最大的车站。车站共有兩層，地面為知识大道、黄埔区九佛街道社区卫生服务中心、知识塔及九佛镇附近其它建築，地下一層为站厅层；地下二層為14號綫月台。
| 地下一层 | 站厅                       | 售票機、客服中心、商店、警务室、安检设施 |  |  |
| 地下二层 | 2 站台                     | █14号线 新和方向（下站：枫下）           |  |  |
|          | 岛式站台（卫生间、母婴室） |                                          |  |  |
|          | 1 站台                     | █14号线 镇龙方向（下站：何棠下）         |  |  |

### 站厅
知识城站站厅設有售票機及客務中心，亦设有便利店、面包糕饼店，以及自动照相机、自动售卖机和自动售卡/充值机等设施。
为方便行人进出，知识城站厅西侧被划分为收费区，收费区内设有一台专用电梯，以及多部扶手电梯和楼梯供乘客来往于站厅及月台层。
本站是广州地铁2017年新线开通车站中，其中一座设置“岭南文化”主题站的车站。本站以“智·荟，知识”为主题，在本站站厅付费区内近升降机处设有艺术墙，以“纸张”、“现代建筑”表达载体；同时在车站天花版设计上则布置汉字偏旁的传统元素，让车站营造出极具艺术文化与设计感的智慧之城。

### 月台
本站設有一個島式月台，位於知识大道地底。本站的卫生间以及母婴室设于站台往新和方向的一侧。
另外，本站往镇龙方向的一端設有一組雙存車線。供停放备用列車。

1号月台全景图

### 出入口
知识城站目前设有4个出入口供乘客进出车站。另外，本站A出入口设有专用电梯。
|                                           |                                                       |      |          |                                                          |
| 編號                                      | 设施                                                  | 照片 | 出口指示 | 建議前往的目的地                                         |
| A                                         | 盲道标志 · 升降机标志 · 无障碍通道标志 · 扶手电梯标志 |      | 知识大道 | 育贤路、地铁知识城站（九佛医院）公交车站（东南行）       |
| B                                         | 盲道标志 · 扶手电梯标志                               |      | 知识大道 |                                                          |
| C                                         | 扶手电梯标志                                          |      | 知识大道 |                                                          |
| D                                         | 盲道标志 · 扶手电梯标志                               |      | 知识大道 | 九佛镇建设路、地铁知识城站（九佛医院）公交车站（西北行） |
| 註： 設有 \| 設有 \| 設有 \| 設有扶手電梯 |                                                       |      |          |                                                          |

## 接駁交通
| 公交线路 \| 编号 \| 编号 \| 线路 \| 线路 \| 线路 \| 收费 \| 备注 \| \| ---- \| ----- \| -------------------- \| ---- \| ------------------------ \| ---- \| ------------- \| \| \| 343 \| 龙狮璟珑府 \| ⇆ \| 凤尾村委 \| 2元 \| 30分/班 \| \| \| 343 \| 龙狮璟珑府 \| ⇆ \| 凤尾村委 \| 2元 \| 30分/班 \| \| \| 350 \| 九龙镇政府 \| ⇆ \| 虎窿村 \| 2元 \| 60分/班 \| \| \| 456 \| 九龙镇政府 \| ↺ \| 地铁旺村站 \| 2元 \| \| \| \| 650 \| 大罗村（省女子监狱） \| ⇆ \| 知识城南（地铁何棠下站） \| 3元 \| \| \| \| 827 \| 太和 \| ⇆ \| 知识城南（地铁何棠下站） \| 3元 \| \| \| \| 夜118 \| 地铁钟落潭站 \| ⇆ \| 马洞森林公园 \| 3元 \| 650路附属线路 \| \| \| 夜126 \| 地铁镇龙站 \| ⇆ \| 地铁红卫站 \| 3元 \| 370路附属线路 \| \| \| 夜131 \| 九龙镇政府 \| ↺ \| 知识城政务中心 \| 3元 \| 343路附属线路 \| |       |                      |      |                          |      |               |
| 编号 | 编号  | 线路                 | 线路 | 线路                     | 收费 | 备注          |
| | 343   | 龙狮璟珑府           | ⇆    | 凤尾村委                 | 2元  | 30分/班       |
| | 343   | 龙狮璟珑府           | ⇆    | 凤尾村委                 | 2元  | 30分/班       |
| | 350   | 九龙镇政府           | ⇆    | 虎窿村                   | 2元  | 60分/班       |
| | 456   | 九龙镇政府           | ↺    | 地铁旺村站               | 2元  |               |
| | 650   | 大罗村（省女子监狱） | ⇆    | 知识城南（地铁何棠下站） | 3元  |               |
| | 827   | 太和                 | ⇆    | 知识城南（地铁何棠下站） | 3元  |               |
| | 夜118 | 地铁钟落潭站         | ⇆    | 马洞森林公园             | 3元  | 650路附属线路 |
| | 夜126 | 地铁镇龙站           | ⇆    | 地铁红卫站               | 3元  | 370路附属线路 |
| | 夜131 | 九龙镇政府           | ↺    | 知识城政务中心           | 3元  | 343路附属线路 |

## 历史
2010年，《广州市轨道交通2011～2015年建设方案和2020年规划方案公示》提出兴建14号线一期及支线。当时的知识城支线由新和站到知识城南站，本站作为途中设置3个车站的其中一个车站。
2014年3月，地铁十四号线一期及知识城支线动工，本站亦开始动工建设。2016年5月15日，知識城南站（现何棠下站）至本站的右綫盾構隧道貫通；2616年10月初，本站主体结构封顶。2017年5月15日，楓下站至本站的右綫盾構隧道貫通。
2017年11月2日，本站完成“三权”移交。同年12月28日，本站随14号线知识城线开通而启用。
2023年2月5日14时许，因应九龙湖元宵烟花汇演客流管控需要，本站B口只进不出，C口只出不进以及D口不进不出。